# Descendenții
Descendenții (The Descendants) este un film dramatic american din 2011, regizat de Alexander Payne, după un scenariu de Payne, Nat Faxon și Jim Rash, bazat pe romanul romanul cu același nume de Kaui Hart Hemmings. În rolurile principale joacă George Clooney, Shailene Woodley, Beau Bridges, Judy Greer, Matthew Lillard și Robert Forster. Filmul a fost lansat de Fox Searchlight Pictures în Statele Unite, pe 18 noiembrie 2011 după ce a fost ecranizat la Festivalul Internațional Film de la Toronto din 2011.

## Distribuție
- George Clooney în rolul lui Matthew "Matt" King
- Shailene Woodley în rolul lui Alex King
- Beau Bridges în rolul lui Cousin Hugh
- Judy Greer în rolul lui Julie Speer
- Nick Krause în rolul lui Sid
- Amara Miller în rolul lui Scottie King
- Matthew Lillard în rolul lui Brian Speer
- Robert Forster în rolul lui Scott
- Patricia Hastie în rolul lui Elizabeth King
- Mary Birdsong în rolul lui Kai Mitchell
- Rob Huebel în rolul lui Mark Mitchell
- Milt Kogan în rolul lui Dr. Johnston
- Laird Hamilton în rolul lui Troy
- Michael Ontkean în rolul lui Rondie
- Matt Corboy în rolul lui Kaiba
- Celia Kenney în rolul lui Bryson

## Recepție

### Box office
Filmul Descendenții a fost lansat în America de Nord pe 16 noiembrie 2011, într-o lansare limitată în 29 de cinematografe, încasând $1.190.096, cu o medie de $41.038 per cinematograf, clasându-se astfel pe locul 10 la box office. Lansarea largă a filmului a avut loc pe 9 decembrie în 876 de cinematografe, încasând $4.380.138, cu o medie de $5.000 per cinematograf, clasându-se astfel pe locul 7 la box office. Filmul a rulat în cinematografe 156 de zile, fiind difuzat la apogeu în 2.038 de cinematografe din SUA. Per total, filmul a încasat $82.584.160 la nivel național și $94.659.025 pe plan internațional, cu un total de $177,243,185.

### Recepția criticilor
The Descendants a fost lăudat de critici, în special pentru actorie, și în particular pentru jocul lui George Clooney și Shailene Woodley. Pe Rotten Tomatoes a acumulat un rating de 89% în baza a 235 de recenzii, cu un rating mediu de 8,1 din 10. Filmul a înregistrat un scor de 84 din 100 pe Metacritic, în baza a 43 de recenzii.

### Liste top zece
The Descendants a apărut în următoarele liste de „top zece filme din 2011” ale criticilor:
| Critic             | Publicație                    | Loc |
| ------------------ | ----------------------------- | --- |
| Todd McCarthy      | The Hollywood Reporter        | 1   |
| Betsy Sharkey      | Los Angeles Times             | 1   |
| Don Kaye           | MSN Movies                    | 1   |
| Lou Lumenick       | New York Post                 | 1   |
| Stephen Holden     | The New York Times            | 1   |
| Marshall Fine      | Hollywood & Fine              | 1   |
| Joe Neumaier       | Daily News                    | 2   |
| Ann Hornaday       | The Washington Post           | 2   |
| Peter Travers      | Rolling Stone                 | 3   |
| Corben Carpenter   | Clear Lake                    | 3   |
| Michael Phillips   | Chicago Tribune               | 4   |
| Anne Thompson      | indieWire                     | 4   |
| Peter Rainer       | The Christian Science Monitor | 5   |
| Lisa Schwarzbaum   | Entertainment Weekly          | 6   |
| Sean Axmaker       | MSN Movies                    | 6   |
| David Denby        | The New Yorker                | 7   |
| Peter Hartlaub     | San Francisco Chronicle       | 7   |
| Jaime N. Christley | Slant Magazine                | 7   |
| Peter Paras        | E! Online                     | 7   |
| Richard T. Jameson | MSN Movies                    | 9   |
| N/A                | MTV                           | 9   |
| Jack Gregson       | ScreenGeeks UK                | 9   |

### Premii și nominalizări
| Premiu                                                       | Categorie                                                         | Recipient                                                                                   | Rezultat     |
| ------------------------------------------------------------ | ----------------------------------------------------------------- | ------------------------------------------------------------------------------------------- | ------------ |
| Premiile Oscar                                               | Best Picture                                                      | Jim Burke, Alexander Payne and Jim Taylor                                                   | Nominalizare |
| Premiile Oscar                                               | Best Actor in a Leading Role                                      | George Clooney                                                                              | Nominalizare |
| Premiile Oscar                                               | Best Director                                                     | Alexander Payne                                                                             | Nominalizare |
| Premiile Oscar                                               | Best Editing                                                      | Kevin Tent                                                                                  | Nominalizare |
| Premiile Oscar                                               | Best Adapted Screenplay                                           | Alexander Payne, Nat Faxon & Jim Rash                                                       | Câștigat     |
| Argentine Academy of Cinematography Arts and Sciences Awards | Best Foreign Film                                                 | Alexander Payne, Jim Burke, Alexander Payne, and Jim Taylor                                 | Nominalizare |
| American Film Institute                                      | Movies of the Year                                                |                                                                                             | Câștigat     |
| Art Directors Guild                                          | Contemporary Film                                                 | Jane Anne Stewart (Production Design)                                                       | Nominalizare |
| Australian Academy of Cinema and Television Arts             | Best Film – International                                         |                                                                                             | Nominalizare |
| Australian Academy of Cinema and Television Arts             | Best Screenplay – International                                   | Alexander Payne, Nat Faxon and Jim Rash                                                     | Nominalizare |
| Australian Academy of Cinema and Television Arts             | Best Actor – International                                        | George Clooney                                                                              | Nominalizare |
| Boston Society of Film Critics Award                         | Boston Society of Film Critics Award for Best Actor               | George Clooney                                                                              | Nominalizare |
| Boston Society of Film Critics Award                         | Best Use of Music in a Film                                       |                                                                                             | Nominalizare |
| British Academy Film Awards                                  | BAFTA Award for Best Film                                         | Jim Burke, Alexander Payne and Jim Taylor                                                   | Nominalizare |
| British Academy Film Awards                                  | BAFTA Award for Best Actor in a Leading Role                      | George Clooney                                                                              | Nominalizare |
| British Academy Film Awards                                  | BAFTA Award for Best Adapted Screenplay                           | Alexander Payne, Nat Faxon & Jim Rash                                                       | Nominalizare |
| Casting Society of America                                   | Outstanding Achievement in Casting for a Big Budget Drama Feature | John Jackson, John McAlary                                                                  | Nominalizare |
| Chicago Film Critics Association                             | Best Picture                                                      |                                                                                             | Nominalizare |
| Chicago Film Critics Association                             | Best Director                                                     | Alexander Payne                                                                             | Nominalizare |
| Chicago Film Critics Association                             | Best Actor                                                        | George Clooney                                                                              | Nominalizare |
| Chicago Film Critics Association                             | Best Supporting Actress                                           | Shailene Woodley                                                                            | Nominalizare |
| Chicago Film Critics Association                             | Best Adapted Screenplay                                           | Alexander Payne, Nat Faxon, and Jim Rash                                                    | Nominalizare |
| Chicago Film Critics Association                             | Best Promising Performer                                          | Shailene Woodley                                                                            | Nominalizare |
| Critics' Choice Movie Awards                                 | Best Picture                                                      |                                                                                             | Nominalizare |
| Critics' Choice Movie Awards                                 | Best Actor                                                        | George Clooney                                                                              | Câștigat     |
| Critics' Choice Movie Awards                                 | Best Supporting Actress                                           | Shailene Woodley                                                                            | Nominalizare |
| Critics' Choice Movie Awards                                 | Best Young Actor/Actress                                          | Shailene Woodley                                                                            | Nominalizare |
| Critics' Choice Movie Awards                                 | Best Acting Ensemble                                              |                                                                                             | Nominalizare |
| Critics' Choice Movie Awards                                 | Best Director                                                     | Alexander Payne                                                                             | Nominalizare |
| Critics' Choice Movie Awards                                 | Best Adapted Screenplay                                           | Alexander Payne, Nat Faxon and Jim Rash                                                     | Nominalizare |
| Denver Film Critics Society                                  | Best Film                                                         |                                                                                             | Nominalizare |
| Denver Film Critics Society                                  | Best Director                                                     | Alexander Payne                                                                             | Nominalizare |
| Denver Film Critics Society                                  | Best Actor                                                        | George Clooney                                                                              | Nominalizare |
| Denver Film Critics Society                                  | Best Supporting Actress                                           | Shailene Woodley                                                                            | Câștigat     |
| Denver Film Critics Society                                  | Best Supporting Actress                                           | Judy Greer                                                                                  | Nominalizare |
| Denver Film Critics Society                                  | Best Breakout Star                                                | Shailene Woodley                                                                            | Nominalizare |
| Denver Film Critics Society                                  | Best Screenplay                                                   | Alexander Payne, Nat Faxon & Jim Rash                                                       | Câștigat     |
| Detroit Film Critics Society                                 | Best Film                                                         |                                                                                             | Nominalizare |
| Detroit Film Critics Society                                 | Best Actor                                                        | George Clooney                                                                              | Nominalizare |
| Detroit Film Critics Society                                 | Breakthrough Performance                                          | Shailene Woodley                                                                            | Nominalizare |
| Florida Film Critics Circle                                  | Best Picture                                                      |                                                                                             | Câștigat     |
| Florida Film Critics Circle                                  | Best Supporting Actress                                           | Shailene Woodley                                                                            | Câștigat     |
| Florida Film Critics Circle                                  | Best Adapted Screenplay                                           | Alexander Payne, Nat Faxon, and Jim Rash                                                    | Câștigat     |
| Globul de Aur                                                | Best Picture – Drama                                              | –                                                                                           | Câștigat     |
| Globul de Aur                                                | Best Director                                                     | Alexander Payne                                                                             | Nominalizare |
| Globul de Aur                                                | Best Actor – Drama                                                | George Clooney                                                                              | Câștigat     |
| Globul de Aur                                                | Best Supporting Actress                                           | Shailene Woodley                                                                            | Nominalizare |
| Globul de Aur                                                | Best Screenplay                                                   | Alexander Payne, Nat Faxon and Jim Rash                                                     | Nominalizare |
| Premiile Grammy                                              | Best Compilation Soundtrack For Visual Media                      |                                                                                             | Nominalizare |
| Independent Spirit Awards                                    | Best Film                                                         | –                                                                                           | Nominalizare |
| Independent Spirit Awards                                    | Best Director                                                     | Alexander Payne                                                                             | Nominalizare |
| Independent Spirit Awards                                    | Best Supporting Female                                            | Shailene Woodley                                                                            | Câștigat     |
| Independent Spirit Awards                                    | Best Screenplay                                                   | Alexander Payne, Nat Faxon, and Jim Rash                                                    | Câștigat     |
| Los Angeles Film Critics Association                         | Best Film                                                         |                                                                                             | Câștigat     |
| Los Angeles Film Critics Association                         | Best Screenplay                                                   | Alexander Payne, Nat Faxon, and Jim Rash                                                    | Nominalizare |
| MTV Movie Awards                                             | Best Breakthrough Performance                                     | Shailene Woodley                                                                            | Câștigat     |
| National Board of Review                                     | Top 10 Films                                                      | –                                                                                           | Câștigat     |
| National Board of Review                                     | Best Actor                                                        | George Clooney                                                                              | Câștigat     |
| National Board of Review                                     | Best Supporting Actress                                           | Shailene Woodley                                                                            | Câștigat     |
| National Board of Review                                     | Best Adapted Screenplay                                           | Alexander Payne, Nat Faxon, and Jim Rash                                                    | Câștigat     |
| New York Film Critics Online                                 | Best Screenplay                                                   | Alexander Payne, Nat Faxon, and Jim Rash                                                    | Câștigat     |
| Online Film Critics Society                                  | Best Picture                                                      |                                                                                             | Nominalizare |
| Online Film Critics Society                                  | Best Actor                                                        | George Clooney                                                                              | Nominalizare |
| Online Film Critics Society                                  | Best Supporting Actress                                           | Shailene Woodley                                                                            | Nominalizare |
| Online Film Critics Society                                  | Best Adapted Screenplay                                           |                                                                                             | Nominalizare |
| Palm Springs International Film Festival                     | Chairman's Award                                                  | George Clooney (+ pentru The Ides of March)                                                 | Câștigat     |
| Phoenix Film Critics Society                                 | Best Picture                                                      |                                                                                             | Nominalizare |
| Phoenix Film Critics Society                                 | Best Director                                                     | Alexander Payne                                                                             | Nominalizare |
| Phoenix Film Critics Society                                 | Best Actor in a Leading Role                                      | George Clooney                                                                              | Nominalizare |
| Phoenix Film Critics Society                                 | Best Actress in a Supporting Role                                 | Shailene Woodley                                                                            | Nominalizare |
| Phoenix Film Critics Society                                 | Best Screenplay: Adaptation                                       | Alexander Payne, Nat Faxon, and Jim Rash                                                    | Nominalizare |
| Phoenix Film Critics Society                                 | Breakthrough Performance on Camera                                | Shailene Woodley                                                                            | Nominalizare |
| Phoenix Film Critics Society                                 | Best Performance by a Youth in a Lead or Supporting Role: Female  | Amara Miller                                                                                | Nominalizare |
| Producers Guild of America Award                             | Outstanding Producer of Theatrical Motion Pictures                | Jim Burke, Alexander Payne, Jim Taylor                                                      | Nominalizare |
| Screen Actors Guild Awards                                   | Best Ensemble                                                     | Beau Bridges, George Clooney, Robert Forster, Judy Greer, Matthew Lillard, Shailene Woodley | Nominalizare |
| Screen Actors Guild Awards                                   | Best Actor                                                        | George Clooney                                                                              | Nominalizare |
| Satellite Awards                                             | Best Film – Drama                                                 |                                                                                             | Câștigat     |
| Satellite Awards                                             | Best Actor                                                        | George Clooney                                                                              | Nominalizare |
| Satellite Awards                                             | Best Supporting Actress                                           | Judy Greer                                                                                  | Nominalizare |
| Satellite Awards                                             | Best Director                                                     | Alexander Payne                                                                             | Nominalizare |
| Satellite Awards                                             | Best Adapted Screenplay                                           | Alexander Payne, Nat Faxon and Jim Rash                                                     | Câștigat     |
| Satellite Awards                                             | Best Editing                                                      |                                                                                             | Nominalizare |
| Washington D.C. Area Film Critics Association                | Best Actor                                                        | George Clooney                                                                              | Câștigat     |
| Washington D.C. Area Film Critics Association                | Best Adapted Screenplay                                           | Alexander Payne, Nat Faxon and Jim Rash                                                     | Câștigat     |
| Washington D.C. Area Film Critics Association                | Best Film                                                         |                                                                                             | Nominalizare |
| Washington D.C. Area Film Critics Association                | Best Director                                                     | Alexander Payne                                                                             | Nominalizare |
| Washington D.C. Area Film Critics Association                | Best Supporting Actress                                           | Shailene Woodley                                                                            | Nominalizare |